# 死ぬほどあなたが好きだから
『死ぬほどあなたが好きだから』（しぬほどあなたがすきだから）は、日本の音楽グループ時給800円の1枚目のシングル。2003年7月23日発売。発売元はコロムビアミュージックエンタテインメント。

## 概要
- 「ココリコミラクルタイプ」2003年4月～6月期エンディングテーマ

## 収録曲
1. 死ぬほどあなたが好きだから(3:31)
作詞：鈴木みゆき
作曲・編曲：武藤星児
2. 死ぬほどあなたが好きだから～solo take I～(3:31)
3. 死ぬほどあなたが好きだから～solo take II～(3:31)
4. 死ぬほどあなたが好きだから～solo take III～(3:31)
5. 死ぬほどあなたが好きだから～karaoke～(3:31)

## 収録アルバム
- GREATEST HITS (#1)（2006年4月26日）